# Ice Hockey Superleague
L’Ice Hockey Superleague, en français la « Superligue de hockey sur glace », est le nom de la compétition de hockey sur glace élite au Royaume-Uni entre 1996 et 2003. À partir de 1998, la compétition est nommée Sekonda Ice Hockey Superleague en raison des droits du sponsor. La ligue, également désignée par le sigle IHSL, est la suite de la British Hockey League et la compétition précédent l'Elite Ice Hockey League (l'EIHL). La compétition est une compétition fermée sans aucune possibilité de relégation même si certaines équipes peuvent choisir de rejoindre la deuxième division, la British National League.

## Histoire

### Sekonda Ice Hockey Superleague
Entre 1998 et 2002, l'homme du match reçoit une montre par cadeau du sponsor et chaque mois, un homme du match est choisi et est désigné Sekonda Face to Watch — l'homme qu'il fallait surveiller au cours du mois qui vient de se jouer. À la fin de la saison, le joueur de l'année, le Sekonda Superleague Player of the Year, est sélectionné parmi les joueurs sélectionnés mensuellement. La sélection est réalisée par les journalistes sauf en 2002 où le partenariat entre la ligue et Sekonda se termine en décembre.
Les vainqueurs des trophées mensuels sont présentés dans le tableau ci-dessous : 
| Année       | Octobre       | Novembre      | Décembre          | Janvier        | Février         | Mars           | Meilleur joueur de l'année |
| ----------- | ------------- | ------------- | ----------------- | -------------- | --------------- | -------------- | -------------------------- |
| 1998 – 1999 | Greg Hadden   | Kip Noble     | Frank Pietrangelo | Paul Adey      | Grant Sjerven   | Shayne McCosh  | Pietrangelo                |
| 1999 – 2000 | Ed Courtenay  | Mark Cavallin | Tony Hand         | Steve Thornton | Rob Stewart     | Jimmy Hibbert  | Courtenay                  |
| 2000 – 2001 | Trevor Robins | Tony Hand     | Stevie Lyle       | Shayne McCosh  | David Longstaff | Joe Cardarelli | Longstaff                  |
| 2001 – 2002 | Mark Cadotte  | Colin Ward    | Scott Allison     | –              | –               | –              | –                          |

### Équipes
| Équipe                                                  | Ville                            | Création | Fin d'activité | Remarque                                                                                   |
| ------------------------------------------------------- | -------------------------------- | -------- | -------------- | ------------------------------------------------------------------------------------------ |
| Ayr Scottish Eagles                                     | Ayr (Écosse)                     | 1996     | 2002           | Devient les Scottish Eagles en 2002                                                        |
| Scottish Eagles                                         | Braehead (Écosse)                | 2002     | 2002           | Ne joue que six matchs en 2002 avant d'arrêter ses activités                               |
| Basingstoke Beavers Basingstoke Bison                   | Basingstoke (Angleterre)         | 1988     | 1998           | Devient le Bison en 1995 Rejoint la British National League en 1998 Rejoint l'EIHL en 2003 |
| Belfast Giants                                          | Belfast (Irlande du Nord)        | 2000     | 2003           | Rejoint l'EIHL en 2003                                                                     |
| Bracknell Bees                                          | Bracknell (Angleterre)           | 1987     | 2003           | Rejoint l'English Premier Ice Hockey League en 2003                                        |
| Cardiff Devils                                          | Cardiff (Pays de Galles)         | 1986     | 2001           | Rejoint la British National League en 2001                                                 |
| London Knights                                          | Londres (Angleterre)             | 1998     | 2003           |                                                                                            |
| Manchester Storm                                        | Manchester (Angleterre)          | 1995     | 2002           |                                                                                            |
| Newcastle Cobras Newcastle Jesters Newcastle Riverkings | Newcastle upon Tyne (Angleterre) | 1996     | 2001           | Devient les Jesters en 1998 Devient les Riverkings en 2000                                 |
| Nottingham Panthers                                     | Nottingham (Angleterre)          | 1946     | 2003           | Rejoint l'EIHL en 2003                                                                     |
| Sheffield Steelers                                      | Sheffield (Angleterre)           | 1991     | 2003           | Rejoint l'EIHL en 2003                                                                     |

### Champions par saison
| Année     | Championnat         | Playoff             |
| --------- | ------------------- | ------------------- |
| 1996–1997 | Cardiff Devils      | Sheffield Steelers  |
| 1997–1998 | Ayr Scottish Eagles | Ayr Scottish Eagles |
| 1998–1999 | Manchester Storm    | Cardiff Devils      |
| 1999–2000 | Bracknell Bees      | London Knights      |
| 2000–2001 | Sheffield Steelers  | Sheffield Steelers  |
| 2001–2002 | Belfast Giants      | Sheffield Steelers  |
| 2002–2003 | Sheffield Steelers  | Belfast Giants      |